# Un beso
«Un Beso» es el primer sencillo del álbum God's Project del grupo de bachata Aventura.
La canción logró gran reconocimiento en muchos países de habla hispana y alcanzó el número 6 en los rankings de Billboard.

## Video musical
El video musical de "Un Beso" muestra a Romeo sentado en un club mientras ve a una chica bailar. Él camina hacia ella, y luego empieza a bailar y a incitarla para que le de un beso. Se enamoran después del beso, y abandonan el club para ir de crucero.

## Listas

### Lista Semanal
| Listas (2005–2006)                        | Posición |
| ----------------------------------------- | -------- |
| Suiza (Schweizer Hitparade)               | 37       |
| Estados Unidos (Hot Latin Songs)          | 6        |
| Estados Unidos (Regional Mexican Airplay) | 35       |
| Estados Unidos (Tropical Airplay)         | 2        |

### Lista de fin de año
| Lista (2006)                   | Posición |
| ------------------------------ | -------- |
| US Hot Latin Songs (Billboard) | 9        |